# Lufthansa City Airlines
Lufthansa City Airlines ist eine deutsche Fluggesellschaft mit Sitz in München und Basis auf dem Flughafen München. Sie ist eine Konzerngesellschaft der Lufthansa Group. Seit Juni 2024 führt sie im Auftrag der Lufthansa Zubringerflüge am Flughafen München unter dem Markenauftritt Lufthansa City durch. Die Aufnahme von Zubringerflügen am Flughafen Frankfurt ist ebenfalls geplant.
Innerhalb der nächsten Jahre soll Lufthansa City Airlines ihre Schwesterfluggesellschaft Lufthansa CityLine, die ebenfalls Zubringerflüge für Lufthansa durchführt, vollständig ersetzen.

## Geschichte
Lufthansa City Airlines ging aus den Planungen der Lufthansa hervor, eine neue Regionalfluggesellschaft zu gründen. Dies war nötig geworden, da Lufthansa CityLine auf Grund tariflicher Bestimmungen ab 2026 nur noch Flugzeuge mit maximal 95 Sitzen betreiben darf und das Wachstum der Flotte ebenfalls tariflich beschränkt ist. Das Projekt, das den Projektnamen CityLine 2 besaß, wurde jedoch aufgrund der Kritik von Gewerkschaften zunächst wieder eingestellt.
Die formale Gründung erfolgte im Mai 2022 als Flugverkehrsbetrieb München GmbH, im September 2022 erfolgte die Umbenennung der Gesellschaft in City Airlines GmbH. Anfang Juni 2023 erhielt die City Airlines GmbH vom Luftfahrt-Bundesamt das Luftverkehrsbetreiberzeugnis (AOC) und übernahm einen Airbus A319 der Lufthansa CityLine. Dieser wurde im Oktober an CityLine zurückgegeben. Im Gegenzug erhielt City Airlines vier Airbus A319 aus dem Bestand der Eurowings.
Der Flugbetrieb war zunächst ab Spätsommer 2023 geplant. Nachdem die Planungen des Projekts CityLine 2 schließlich fortgesetzt wurden, wurde der Start des Flugbetriebs jedoch auf 2024 verschoben. Grund dafür waren die Cockpit-Tarifverhandlungen bei Lufthansa, da man hier einen Konflikt mit den Piloten vermeiden wollte.
Im Oktober 2023 wurde der Markenauftritt der Fluggesellschaft vorgestellt, die Airline wird unter der neuen Marke „Lufthansa City“ auftreten. Ebenfalls wurde bekannt gegeben, dass man die Bestellung von 40 neuen Schmalrumpfflugzeugen des Typs Airbus A220 oder Embraer E2 beabsichtige. Im Dezember 2023 entschied man sich für den Airbus A220.
Seit Ende November 2023 rekrutiert die Airline Personal. In einer Mitteilung gab die Airline an, bis zum Start im Sommer 2024 200 Mitarbeiter einzustellen.
Im Januar 2024 wurde der Firmenname um den Markennamen Lufthansa erweitert, seitdem firmiert die Fluggesellschaft offiziell als Lufthansa City Airlines GmbH.
Die ersten Flugziele, sechs innerdeutsche Routen und zwei europäische Routen, wurden im Februar 2024 bekanntgegeben. Diese sollen ab Juni 2024 von München durchgeführt werden. Zudem wurden 19 weitere Routen genannt, die ab 2025 bedient werden könnten, dann auch von Frankfurt.
Im April 2024 wurde der Ticketverkauf für Flüge von München nach Birmingham gestartet, die seit dem 26. Juni durchgeführt wurde. Die Flugnummern fangen demnach mit dem IATA-Code „VL“ an. Dazu wurde bekanntgegeben, dass in Zukunft auch A320neo an die Fluggesellschaft ausgeliefert werden.
Nachdem die Flotte zunächst bis Ende 2024 auf vier bis fünf Airbus A319 anwachsen sollte, wird der Flugbetrieb zu Beginn mit drei Airbus A319-100 und einem Airbus A320neo starten. Im Jahr 2025 wird Lufthansa City Airlines jeden Monat einen Airbus A319 einflotten. Zusätzlich wird sie 8 bis 9 Airbus A320neo aus der Bestellung der Lufthansa Group erhalten.
Beim Treffen des Airline-Dachverbandes IATA in Dubai gab Carsten Spohr im Mai 2024 bekannt, dass Lufthansa City Airlines innerhalb der nächsten Jahre nach und nach Lufthansa CityLine ersetzen wird. Zudem ist nach Aufnahme des Flugbetriebes der Beitritt zur Luftfahrtallianz Star Alliance geplant.

## Flugziele
Lufthansa City Airlines unternimmt zu Beginn Zubringerflüge von deutschen Flughäfen zum Drehkreuz München. Ab 2025 ist außerdem die Aufnahme von Flügen zum Drehkreuz Frankfurt geplant.
Zum Start fliegt die Gesellschaft die innerdeutschen Ziele Bremen, Köln/Bonn, Düsseldorf, Hamburg und Hannover sowie einige europäische Flughäfen an.

## Flotte

### Aktuelle Flotte
Mit Stand April 2025 besteht die Flotte der Lufthansa City Airlines aus acht Flugzeugen mit einem Durchschnittsalter von 9,4 Jahren.
| Flugzeugtyp     | Anzahl | bestellt | Anmerkungen                         | Sitzplätze (Eco) | Durchschnittsalter |
| --------------- | ------ | -------- | ----------------------------------- | ---------------- | ------------------ |
| Airbus A220-300 |        | 40       | + 20 Optionen; Auslieferung ab 2026 | 148              | 0                  |
| Airbus A319-100 | 4      | 06       |                                     | 150              | 17,3 Jahre         |
| Airbus A320neo  | 4      | 08       | einer inaktiv                       | 180              | 01,5 Jahre         |
| Gesamt          | 8      | 54       |                                     |                  | 09,4 Jahre         |

### Farbgestaltung
Die Farbgestaltung der Airline ähnelt derjenigen der Muttergesellschaft Lufthansa. Jedoch steht neben dem „Lufthansa“-Schriftzug in hellerer Schrift „City“. Wie bei Discover Airlines steht am Heck des Flugzeuges „Member of Lufthansa Group“.

## Kritik
Laut Arbeitnehmervertretern diene die Gründung der Lufthansa City Airlines dazu, „Druck auf die Arbeitsbedingungen“ auszuüben. Auch die Aussage des Lufthansavorstandes Niggemann, man könne sich vorstellen, auch englischsprachige Piloten einzustellen, stieß auf Kritik.